# Thabiso Brown
Thabiso Nelson Brown (Mohale's Hoek, 3 de outubro de 1995) é um futebolista lesotense que joga como atacante no Dangong Tengyue da Primeira Liga Chinesa.

## Carreira
Estreou no futebol de Lesoto vestindo a camisa do Kick4Life FC, da capital Maseru. Na temporada 2016-17 do Campeonato Lesoto de Futebol, Thabiso Brown se destacou como o vice-artilheiro da competição com 17 gols.
Ao se destacar em seu país natal, o atacante buscou atuar no continente europeu. Lá, o lesotense fez testes pelo Chornomorets Odessa da Ucrânia e St. Andrews F.C. de Malta, mas sem sucesso.
Thabiso Brown chegou à Bolívia em 2017, quando assinou pelo JCCDT Bolivia FC, que disputava a segunda divisão da Associação de Futebol de Oruro. Depois, o atacante defendeu o Deportivo Sur-Car.
Em 2019, Brown é contratado pelo Empresa Minera Huanuni, clube que o torna conhecido no futebol boliviano. Na equipe de Huanuni, o lesotense fez 41 gols em 30 partidas, sendo 11 deles na Copa Simón Bolívar  e os outros 30 no campeonato da Associação de Futebol de Oruro, torneio classificatório para a Simón Bolívar.
Em outubro de 2020, Thabiso Brown é anunciado pelo Pirata FC, da Liga 2, a segunda divisão do Peru.

### Seleção de Lesoto
Thabiso Brown foi convocado pela primeira vez à Seleção Lesota de Futebol em 2015. Em 2021, o atacante fez parte da convocação que disputou a Copa COSAFA.

## Títulos
Empresa Minera Huanuni
- Associação de Futebol de Oruro: 2019

### Individuais
- Artilheiro da Copa Simón Bolívar: 2022
- Artilheiro da Associação de Futebol de Oruro: 2019
- Artilheiro das Eliminatórias para o Campeonato Africano de Futebol Sub-20: 2015